# 5. Légvédelmi Rakétadandár
Az 5. Légvédelmi Rakétadandár az Orosz Fegyveres Erők Moszkvai Katonai Körzetének 22. Önálló Hadseregéhez tartozó légvédelmi alakulat, mely Oroszország Ivanovói területén, Suja városában állomásozik.
Az alakulatot 1961-ben hozták létre az ukrajnai (kárpátaljai) Ungváron 919. Önálló Légvédelmi Rakétaezred néven. Fegyverzetébe akkor SZ–75 Dvina légvédelmirakéta-rendszerek tartoztak. 1968-ban a Csehszlovákia megszállására létrehozott Központi Hadseregcsoport szervezetébe csatolták, majd Csehszlovákia északnyugati részébe, a Mimoň városhoz közeli Kuřivodyba települt és a szovjet csapatok 1990-es kivonásáig ott állomásozott. Az alakulatot az 1980-as évek elején átfegyverezték, ennek során 24 db 2K11 Krug önjáró légvédelmirakéta-rendszert kapott. A fegyverzetébe továbbá ZSZU–23–4 és ZU–23 önjáró légvédelmi gépágyúk tartoztak. 1989-ben újabb fegyverzeti korszerűsítésen esett át, akkor 9K37 Buk M1 rakétarendszerrel látták el.
Az alakulat 1990-ben visszatelepült Oroszországba, és a 13. Gárdahadsereg szervezetébe sorolták be. Jelenleg 5. Önálló Légvédelmi Rakétadandár néven az Ivanovói terület Sujai járásában található Suja városban állomásozik.

## Külső hivatkozások
- Ivanovszkaja oblaszty. Pjatoj zenyitnoj raketnoj brigagye iszpolnyilosz 40 let, VolgaInform, 2001. december 5. (oroszul)